# Jacobus Bontius
Jacobus Bontius, nato Jacob de Bondt (Leida, 1592 – Batavia, 30 novembre 1631), è stato un medico olandese pioniere di medicina tropicale.
È conosciuto per la sua opera in quattro volumi De medicina Indorum. Il suo lavoro del 1631 "Historiae naturalis et medicae Indiae orientalis" introdusse la parola "Orang Hutan".

## Biografia
Bontius nacque a Leida, ultimo di otto figli del medico Gerard de Bondt / Gerardus Bontius (1536–1599), professore all'Università di Leida. Tra i suoi fratelli c'erano Reinier de Bondt / Regnerus Bontius (1576–1623), medico di corte di Maurizio di Nassau, e Willem de Bondt / Wilhelmus Bontius, professore di diritto all'Università di Leiden.
Jacobus si laureò in medicina a Leida nel in 1614. Si recò nella Indie Orientali con Jan Pieterszoon Coen, per conto della Compagnia olandese delle Indie orientali.

## De medicina Indorum(1642)
Le osservazioni mediche Bontius furono pubblicate dopo la sua morte. Comprendono quella che è considerata la prima descrizione clinica del beriberi.
Descrisse anche l'epidemia di dissenteria a Giava nel 1628.
La seconda edizione del 1658, sistemata da Willem Piso, fu ampliata e incluse materiali dello stesso Piso sulle Americhe.